# Джераш (провінція)
Провінція Джераш (араб. محافظة جرش) — одна з дванадцяти провінцій Йорданії. Розташована в північно-західній частині країни та є найменшою за площею провінцією Йорданії. Адміністративний центр — місто Джераш.

## Історія

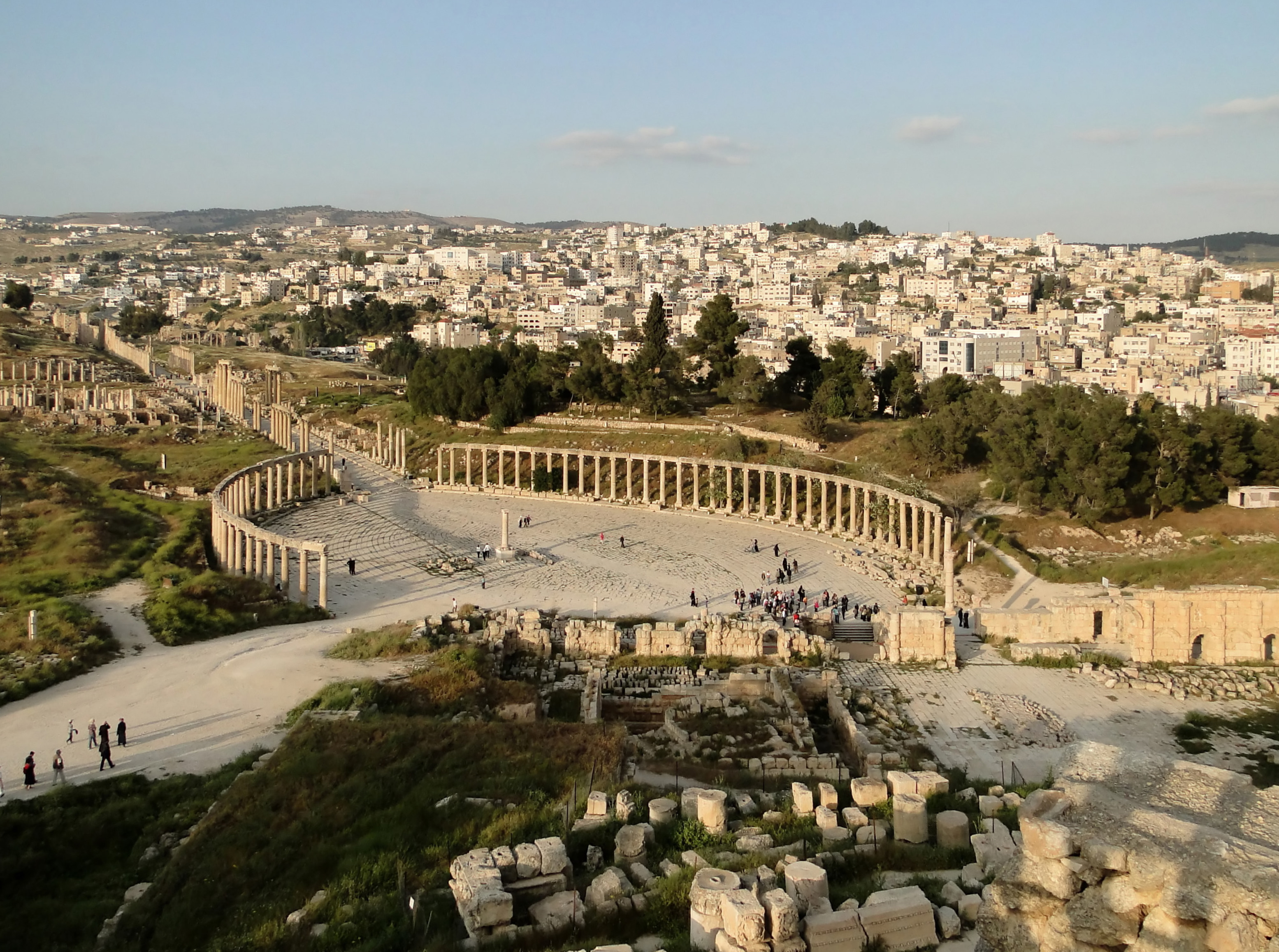
Руїни Гераси на тлі сучасного Джерашу

У I ст. н. е. адміністративний центр провінції, Джераш (тодішнє невелике місто Гераса), зазнало швидкого росту під владою Римської імперії. Воно входило до об'єднання десяти міст, Декаполіса, завдяки чому стало економічним конкурентом старшої Петри. До того ж, мешканці міста видобували залізну руду із сусідніх гір Аджлун. Починаючи з середини I століття, в місті почалося будівництво великої кількості архітектурних пам'яток, які можна побачити і сьогодні. 
У II столітті римські війни за експансію в Азії призвели до подальших успіхів Гераси. Були побудовані дороги до Пелли, Філадельфії (сучасний Амман), Діону та до Босри, тодішньої столиці провінції. Римський імператор Адріан відвідав Герасу взимку 129—130 років. У наступні століття політична ситуація в цьому регіоні принципово змінилася, а кошти міста зменшились. Згодом до міста прийшло християнство, тому в ньому було побудовано багато церков.

## Географія
Провінція Джераш має найменшу площу з усіх дванадцяти провінцій Йорданії, проте вона посідає має друге місце за щільністю населення королівства. Провінція складеться лише з одного району (ліви) та має два табори для палестинських біженців на своїй території. 
Провінція оточена з усіх боків іншими регіонами Йорданії: провінцією Ірбід — з півночі, провінцією Аджлун — із заходу, провінціями Ель-Мафрак і Ез-Зарка — зі сходу та провінцією Ель-Балка — з півдня.
Провінція Джераш має переважно гірський рельєф і м’який середземноморським клімат. Середньорічна кількість опадів у ній становить 400–600 мм, що є одним з найвищих показників у країні. Діапазон перепадів висот провінції становить від 300 до 1247 метрів над рівнем моря. Крізь регіон тече річка Ез-Зарка, на якій розташована найбільша в Йорданії гідроелектростанція — ГЕС Король Таляль.

## Економіка
Економіка провінції значною мірою залежить від торгівлі та туризму. Джераш — одне з найбільш популярних туристичних місць в Йорданії. На додаток до історичних пам'яток, провінція також відома своїми численними лісами. Джераш рівновіддалений (40 км) від трьох найбільших міст країни (Амману, Ірбіду та Ез-Зарки), що робить провінцію привабливою для ведення бізнесу. Крім того, на провінцію припадає близько 12% виробництва оливкової олії в Йорданії.

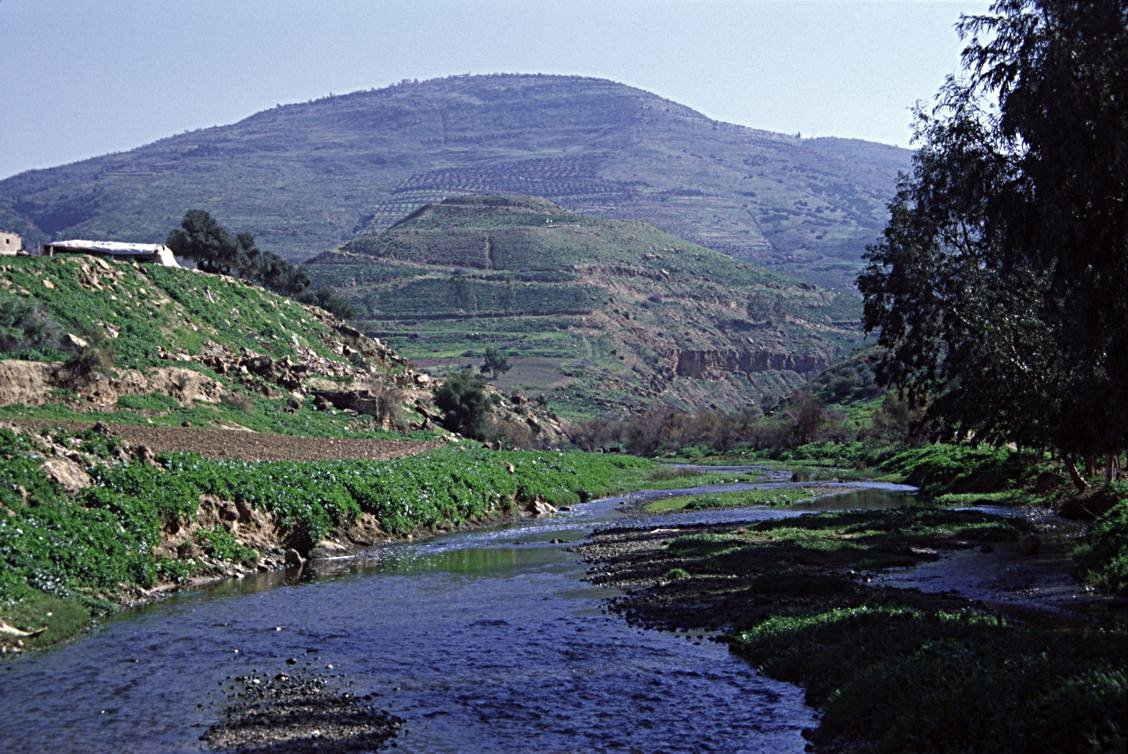
Річка Ез-Зарка, що тече крізь провінцію
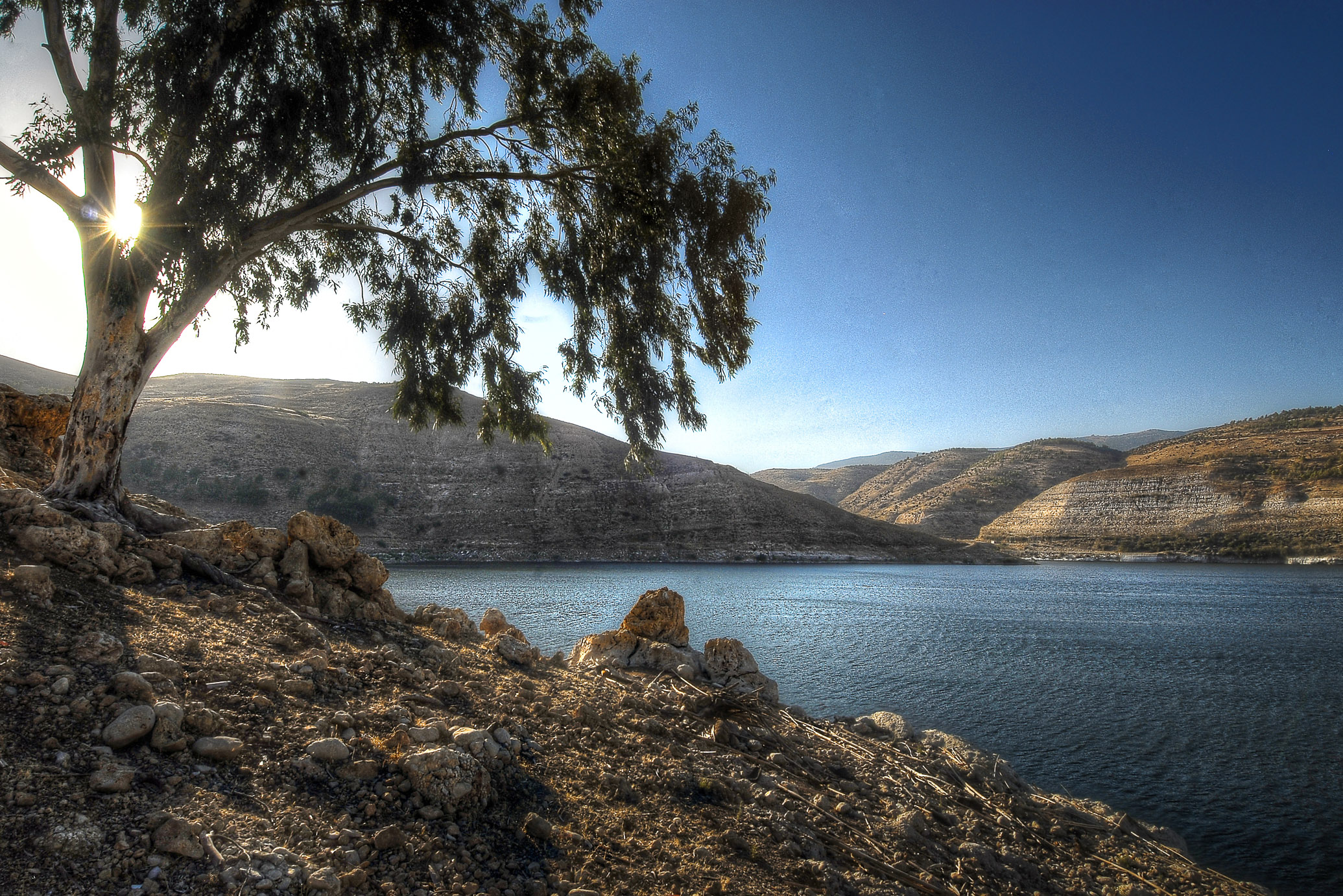
ГЕС Король Таляль
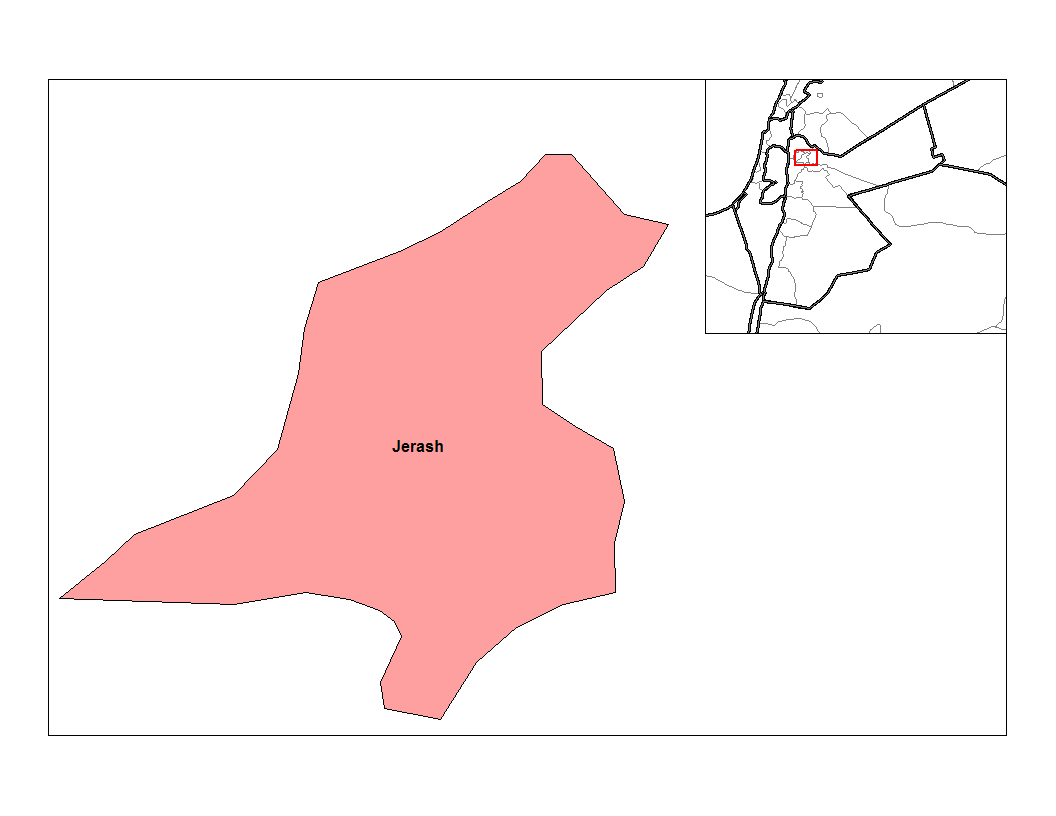
Мапа провінції